# جندق
جَندَق شهری در بخش مرکزی شهرستان خور و بیابانک استان اصفهان ایران است که در حاشیهٔ جنوبی دشت کویر ایران قرار دارد. این شهر در شمال‌شرقی استان اصفهان واقع شده‌است.

## موقعیت
جندق از توابع شهرستان خور و بیابانک در ۳۵۰ کیلومتری شمال شرقی اصفهان قرار دارد. موقعیت جغرافیایی آن عرض ۳۳:۵۶:۲۳ شمالی و طول ۵۴:۲۱:۲۹ شرقی ارتفاع آن از سطح آبهای آزاد ۹۷۷ متر می‌باشد. جندق از شمال به کویر بزرگ، از غرب به کویر ریگ جن و سلسله کوه‌های جندق، از جنوب به بیابان‌های اطراف خور و از شرق به حاشیه جنوبی دشت کویر محدود می‌شود.
شهر جندق در زمان‌های گذشته در مسیر شاهراه ارتباطی کاروان گذر جندق به بیدستان قرار داشته و کاروان‌هایی که از سمت جنوب ایران قصد عزیمت به ری و شمال کشور را داشته‌اند، قبل از عبور از دشت کویر در جندق اتراق می‌کردند.
سون هدین کویر نورد سوئدی در کتاب کویرهای ایران به نام جندق اشاره کرده و ۲ روز را قبل از عزیمت به طرود در جندق سپری کرده‌است.
در حال حاضر جندق محور ارتباطی اصفهان-نایین-جندق-دامغان-مشهد است و مسافرانی که از اصفهان و شهرهای جنوبی ایران قصد عزیمت به مشهد را دارند از این محور استفاده می‌کنند.
روستای مصر که در ۴۰ کیلومتری شمال شرق شهر جندق قرار گرفته به دلیل طبیعت کویری یکی از مکان‌های گردشگری نزدیک این شهر است.

## پیشینه
این شهر قدمتی بیش از هزار سال دارد و قلعهٔ خشتی باستانی در شمال آن مربوط به دورهٔ ساسانی است.

## سرشناسان
- یغمای جندقی
- حبیب یغمایی
- اسماعیل یغمایی
- سپیده جندقی
- مهدی یغمایی

## نگارخانه

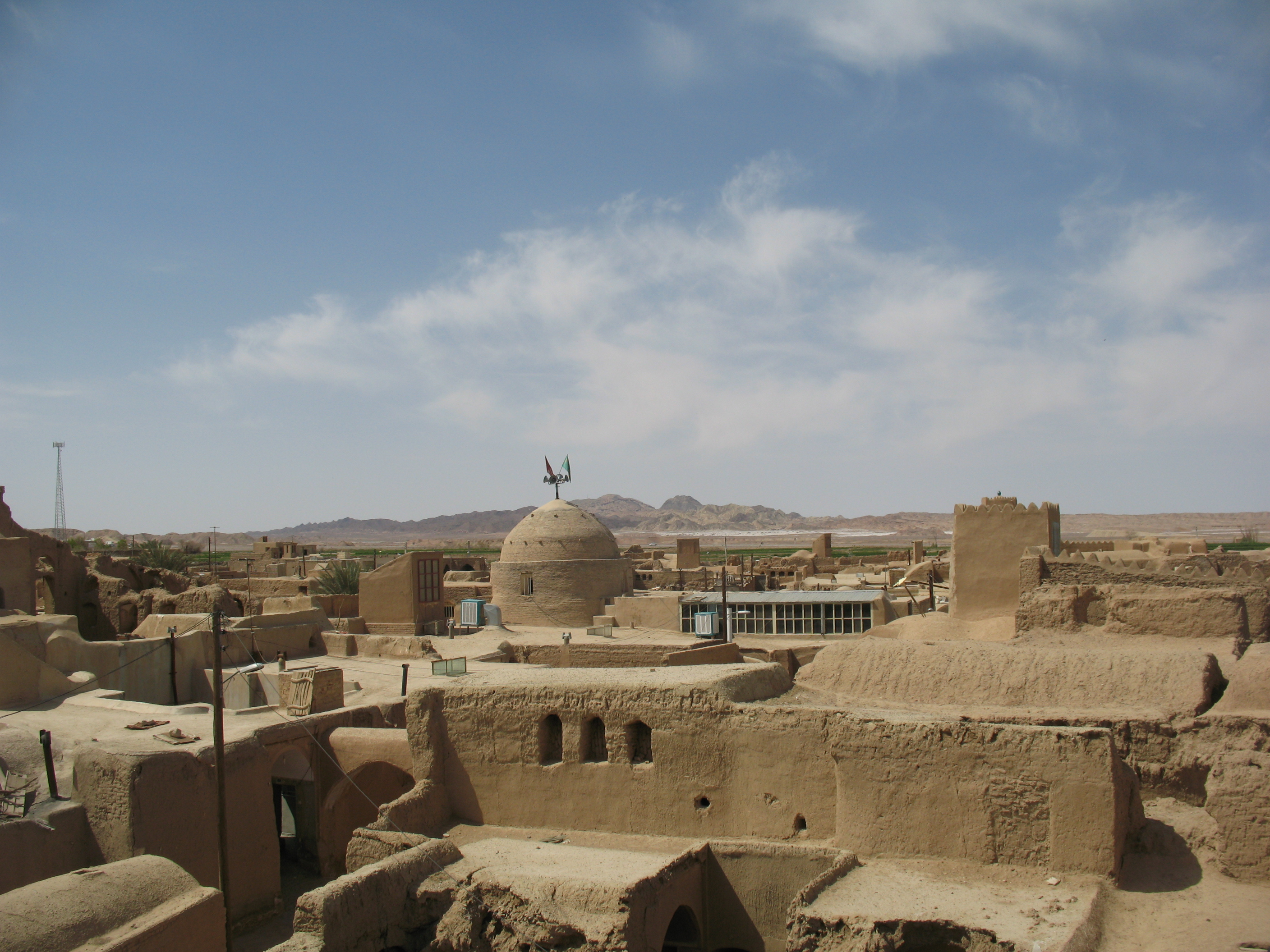
نمای بام‌های قلعه جندق
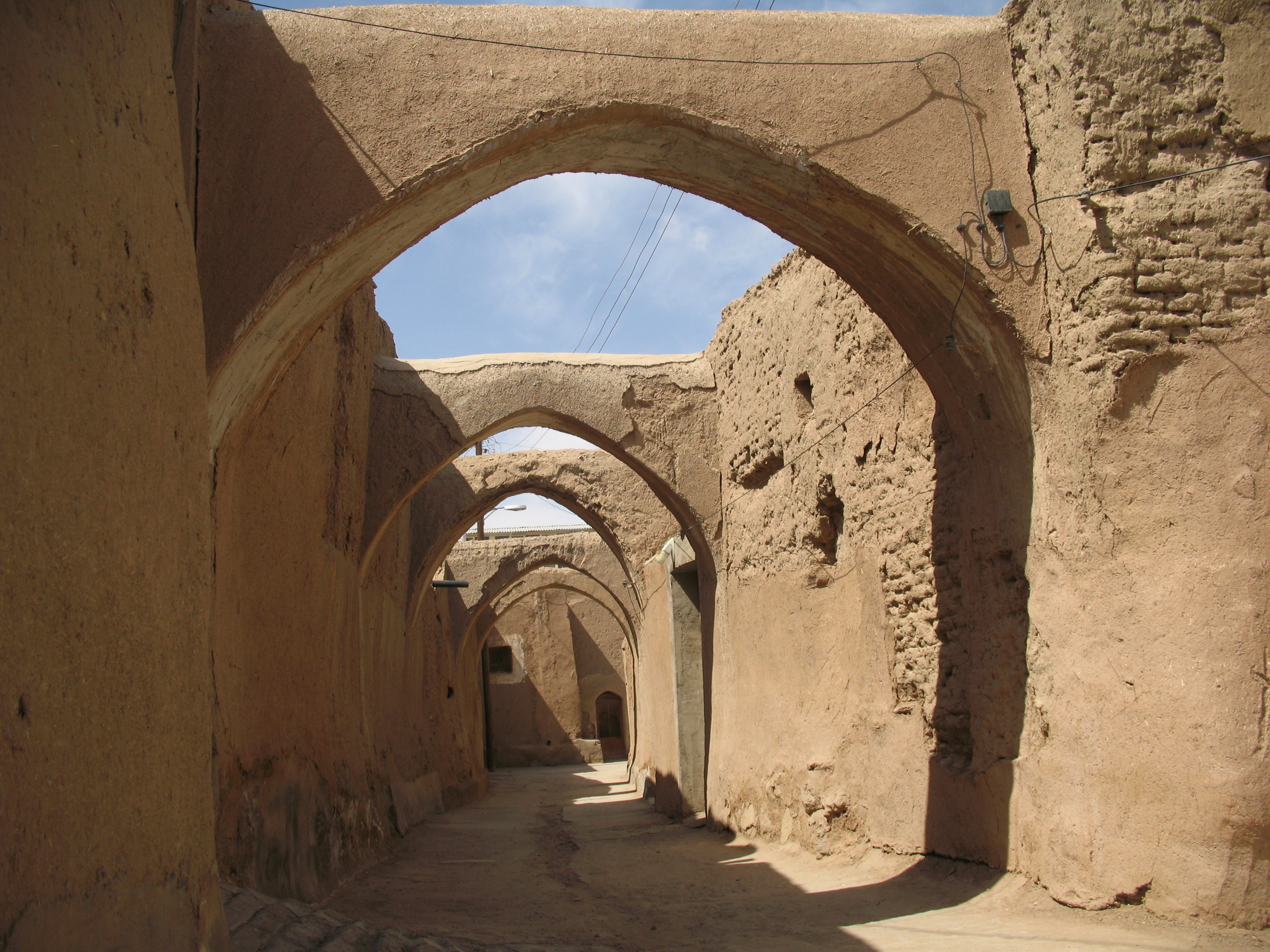
دالان قلعه جندق
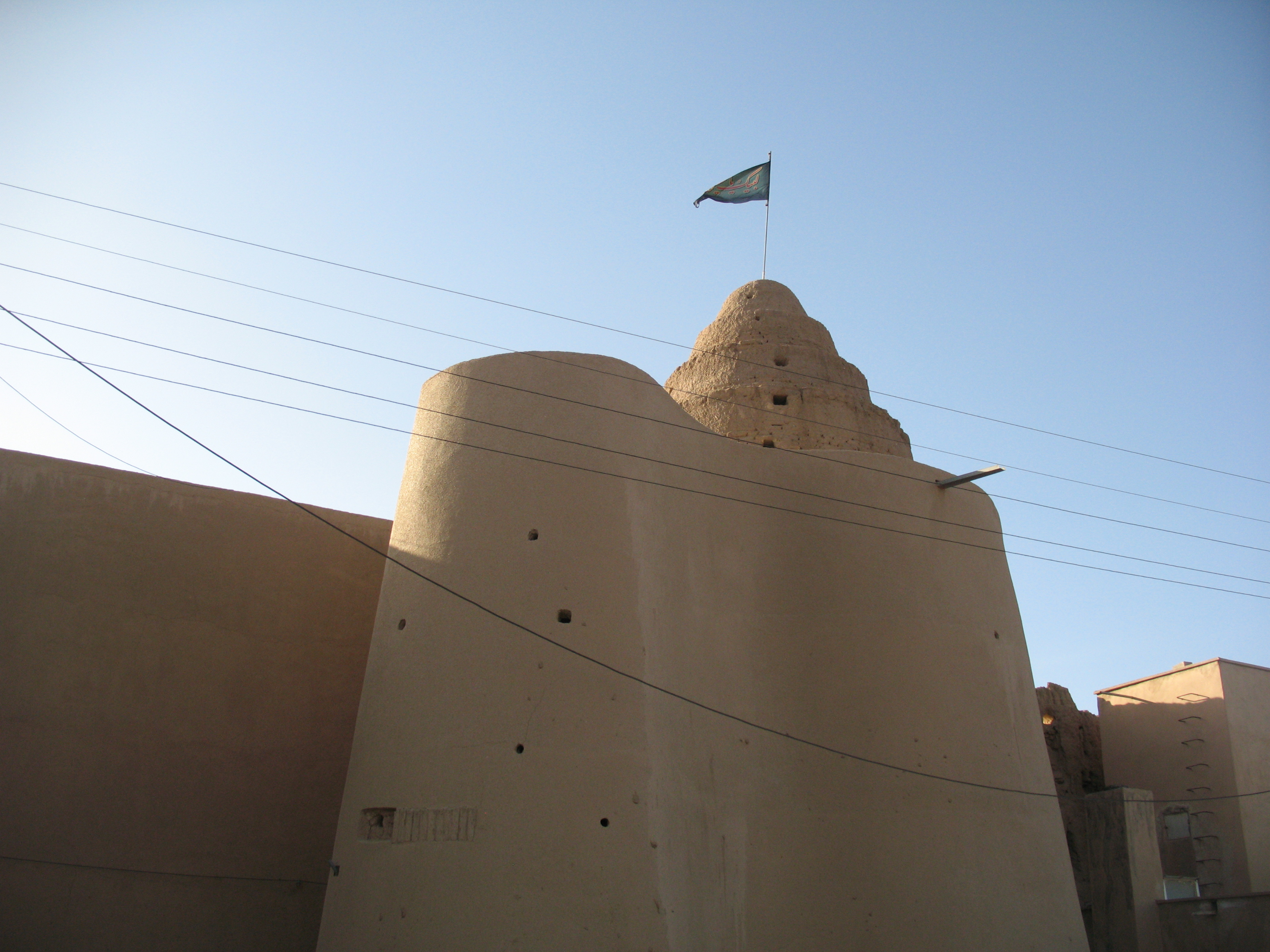
قلعه جندق